# BK Donetsk
Le BK Donetsk (en ukrainien : Баскетбольний клуб Донецьк) était un club de basket-ball ukrainien basé à Donetsk. Le club appartenait à la plus haute division du championnat d'Ukraine.

## Bilan sportif

### Palmarès
| Compétitions nationales                                                                             | Compétitions internationales |
| - Championnat d'Ukraine : - Vainqueur (1) : 2012. - Coupe d'Ukraine : - Finaliste (2) : 2009, 2011. | - Néant                      |

## Joueurs et personnalités du club

### Entraîneurs
Le tableau suivant présente la liste des entraîneurs du club depuis 1986.
| Rang | Nom               | Période   |
| ---- | ----------------- | --------- |
| 1    | Valeriy Plekhanov | 2006-2008 |
| 2    | Igors Miglinieks  | 2008-2009 |

| Rang | Nom              | Période   |
| ---- | ---------------- | --------- |
| 1    | Ramūnas Butautas | 2009      |
| 2    | Dražen Anzulović | 2009-2010 |

| Rang | Nom             | Période   |
| ---- | --------------- | --------- |
| 5    | Saša Obradović  | 2010-2012 |
| 6    | Vlada Jovanović | 2012      |

| Rang | Nom                  | Période   |
| ---- | -------------------- | --------- |
| 7    | Josep Maria Berrocal | 2012-2013 |
| 8    | Valeriy Plekhanov    | 2013-2014 |

### Joueurs célèbres ou marquants
- Bruno Šundov
- Artur Drozdov
- Vyacheslav Kravtsov
- Ramel Curry
- JK Edwards
- DeMarcus Nelson
- Giorgi Tsintsadze
- Kyrylo Fesenko
- Chris Owens (basket-ball)